# Luis Felipe Céspedes
Luis Felipe Céspedes Cifuentes (Santiago, 17 de octubre de 1970) es un economista, académico y político chileno, miembro del Partido Demócrata Cristiano (PDC). Desde el desde el 6 de febrero de 2022 ejerce como consejero del Banco Central de Chile. Fungió como ministro de Economía, Fomento y Turismo en el segundo gobierno de la presidenta Michelle Bachelet, desde 2014 hasta 2017.

## Familia y estudios
Es hijo de Luis Abraham Céspedes Núñez y de Irene Montserrat Cifuentes Pulgar. Está casado desde 1996 con la psicóloga María Isabel Rojas Corvalán.
Estudió economía y administración de negocios en la Pontificia Universidad Católica de Chile (PUC) y luego cursó un doctorado en economía de la Universidad de Nueva York, Estados Unidos.

## Trayectoria profesional
Se desempeñó como gerente de Investigaciones Económicas en el Banco Central de Chile. Luego fue coordinador de políticas económicas y asesor económico jefe en el Ministerio de Hacienda entre 2006 y 2009.[cita requerida]
También ha sido investigador invitado en Departamento de Investigación del Fondo Monetario Internacional (FMI), del Banco Interamericano de Desarrollo (BID) y en el Departamento de Economía de la Universidad de Rutgers, Estados Unidos. Además, se ha desempeñado como profesor de macroeconomía y economía internacional en 
la Universidad de Chile y en la PUC.
Ha escrito extensamente acerca de políticas fiscales, monetarias y de tasas de cambio, así como de crisis financieras. Ha sido publicado en revistas académicas reconocidas internacionalmente, tales como American Economic Review, IMF Staff Papers, International Finance y Journal of Development Economics. También ha escrito capítulos en varios libros de macroeconomía y finanzas internacionales. Ha sido editor de dos libros y de la revista académica Economía Chilena.
Actualmente es profesor de la Facultad de Economía y Negocios de la Universidad de Chile.

## Trayectoria política
El 11 de marzo de 2014 asumió como ministro de Economía, Fomento y Turismo, designado por la presidenta Michelle Bachelet. Renunció a su función el 31 de agosto de 2017, luego del rechazo del proyecto minero Dominga por el Comité de Ministros, siendo reemplazado por Jorge Rodríguez Grossi.
Posteriormente, fue propuesto por el entonces presidente de la República Sebastián Piñera como consejero del Banco Central de Chile —en reemplazo de Joaquín Vial— en noviembre de 2021. Tras ser aprobado por unanimidad (35 votos en sala) por el Senado asumirá el cargo de dicho instituto emisor el 6 de febrero de 2022.

## Condecoraciones

### Condecoraciones extranjeras
- Gran Cruz de la Orden del Mérito Civil ( España, 24 de octubre de 2014).[8]